# 13e législature de la Saskatchewan
La 13e législature de la Saskatchewan est élue lors des élections générales de juin 1956. L'Assemblée siège du 14 février 1957 au 4 mai 1960. Le Co-operative Commonwealth Federation (CCF) est au pouvoir avec Tommy Douglas à titre de premier ministre.
Le rôle de chef de l'opposition officielle est assumé par Alexander Hamilton McDonald du parti libéral.
James Andrew Darling (en) sert comme président de l'Assemblée durant la législature.

## Membres du parlement
Les membres du parlement suivants sont élus à la suite de l'élection de 1956 :
|  | Circonscription électorale | Membre                          | Parti         |
|  | -------------------------- | ------------------------------- | ------------- |
|  | Arm River                  | Gustaf Herman Danielson         | Libéral       |
|  | Athabasca                  | John James Harrop               | CCF           |
|  | Bengough                   | Allan Lister Samuel Brown       | CCF           |
|  | Biggar                     | Woodrow Stanley Lloyd           | CCF           |
|  | Cannington                 | Rosscoe Arnold McCarthy         | Libéral       |
|  | Canora                     | Alex Gordon Kuziak              | CCF           |
|  | Cumberland                 | Bill Berezowsky                 | CCF           |
|  | Cut Knife                  | Isidore Charles Nollet          | CCF           |
|  | Elrose                     | Maurice John Willis             | CCF           |
|  | Gravelbourg                | Lionel Philias Coderre          | Libéral       |
|  | Hanley                     | Robert Alexander Walker         | CCF           |
|  | Humboldt                   | Mary John Batten                | Libéral       |
|  | Kelsey                     | John Hewgill Brockelbank        | CCF           |
|  | Kelvington                 | Peter Anton Howe                | CCF           |
|  | Kerrobert-Kindersley       | Eldon Arthur Johnson            | CCF           |
|  | Kinistino                  | Henry Begrand                   | CCF           |
|  | Last Mountain              | Russell Brown                   | CCF           |
|  | Lumsden                    | Clifford Honey Thurston         | CCF           |
|  | Maple Creek                | Alexander C. Cameron            | Libéral       |
|  | Meadow Lake                | Alphonse Peter Weber            | Crédit social |
|  | Melfort-Tisdale            | Clarence George Willis          | CCF           |
|  | Melville                   | James Wilfrid Gardiner          | Libéral       |
|  | Milestone                  | Jacob Walter Erb                | CCF           |
|  | Moose Jaw City             | Dempster Henry Ratcliffe Heming | CCF           |
|  | Moose Jaw City             | William Gwynne Davies           | CCF           |
|  | Moosomin                   | Alexander Hamilton McDonald     | Libéral       |
|  | Morse                      | James William Gibson            | CCF           |
|  | Nipawin                    | Leo Nile Nicholson              | Crédit social |
|  | Notukeu-Willow Bunch       | Karl Frank Klein                | Libéral       |
|  | Pelly                      | Jim Barrie                      | Libéral       |
|  | Prince Albert              | Lachlan Fraser McIntosh         | CCF           |
|  | Qu'Appelle-Wolseley        | Douglas Thomas McFarlane        | Libéral       |
|  | Redberry                   | Bernard Leo Korchinski          | Libéral       |
|  | Regina City                | Charles Cromwell Williams       | CCF           |
|  | Regina City                | Marjorie Alexandra Cooper       | CCF           |
|  | Regina City                | Clarence Melvin Fines           | CCF           |
|  | Rosetown                   | John Taylor Douglas             | CCF           |
|  | Rosthern                   | Isaak Elias                     | Crédit social |
|  | Saltcoats                  | Asmundur A. Loptson             | Libéral       |
|  | Saskatoon City             | John Henry Sturdy               | CCF           |
|  | Saskatoon City             | Arthur Thomas Stone             | CCF           |
|  | Shaunavon                  | Thomas John Bentley             | CCF           |
|  | Shellbrook                 | John Thiessen                   | CCF           |
|  | Souris-Estevan             | Kim Thorson                     | CCF           |
|  | Swift Current              | Everett Irvine Wood             | CCF           |
|  | The Battlefords            | Eiling Kramer                   | CCF           |
|  | Touchwood                  | Frank Meakes                    | CCF           |
|  | Turtleford                 | Frank Foley                     | Libéral       |
|  | Wadena                     | Frederick Arthur Dewhurst       | CCF           |
|  | Watrous                    | James Andrew Darling            | CCF           |
|  | Weyburn                    | Thomas Clement Douglas          | CCF           |
|  | Wilkie                     | John Whitmore Horsman           | Libéral       |
|  | Yorkton                    | Frederick Neibrandt             | CCF           |

Notes:

## Représentation
| Parti                    | Parti                    | Membres |
|                          | CCF                      | 36      |
|                          | Libéral                  | 14      |
|                          | Crédit social            | 3       |
| Total                    | Total                    | 53      |
| Gouvernement majoritaire | Gouvernement majoritaire | 19      |

Notes: 

## Élections partielles
Des élections partielles peuvent être tenues pour remplacer un membre pour diverses raisons:
| Circonscription | Député élu      | Parti | Date de scrutin | Motif                          |
| --------------- | --------------- | ----- | --------------- | ------------------------------ |
| Kinistino       | Arthur Thibault | CCF   | 3 juin 1959     | H Begrand meurt le 8 mars 1959 |

Notes: